# خوان ر. لوتشيانو
خوان ر. لوتشيانو (بالإسبانية: Juan R. Luciano)‏ هو مسير أعمال أرجنتيني، ولد في عقد 1960.